# Manuel Aguiar Barreiros
Manuel Aguiar Barreiros (29 de maio de 1874-1961?)  Cónego, professor de Arqueologia.
Nasceu em Viana do Castelo e terá falecido por volta do ano de 1961. Tinha paixão pela arte e formas de vida e mentalidade das épocas passadas, em especial da medieval e teve a possibilidade de se poder dedicar aos estudos. Publicou obras de Arqueologia de Arte de reconhecido mérito a nível internacional, ficando com o epíteto de “escritor publicista”. Foi professor de Arqueologia no Seminário Conciliar de Braga. Entre as suas muitas atividades, interesses e obras de valor cultural, colaborou com a imprensa portuguesa de forma assídua, nomeadamente com a  Revista de Arqueologia.